# Martin Grase
Martin Grase, nemški general, * 3. maj 1891, † 4. avgust 1963.